# مصطفی علی
آدیل اَلام (انگلیسی: Adeel Alam؛ زادهٔ ۲۸ مارس ۱۹۸۶) کشتی‌گیر کشتی حرفه‌ای اهل ایالات متحده آمریکا است. او اخیراً به کمپانی دبلیو دبلیو ای پیوسته و در شوی راو با نام مصطفی علی به رقابت می پردازد. او همچنین رهبر گروه رتریبیوشن بود که اعضای رتریبیوشن به او خیانت کردند و مصطفی علی مرخصی گرفت و سال ۲۰۲۲ در استوری اش درگیر با ست رالینز شد که از او شکست خورد و رفت سراغ آستین تئوری که از آن هم شکست خورد و الان در سال ۲۰۲۳ با دامینیک میستریو درگیر است